# 18

## Події
- Імператором Римської імперії був Тиберій. Консулом вдруге був обраний Германік, який вів політику на сході імперії, зокрема створив провінцію Каппадокія.
- Арка Германіка (Arc de Germanicus).
- Арка в Карпентрі (L'arc de Carpentras).

### Астрономічні явища
- 6 січня. Часткове сонячне затемнення.[1]
- 4 лютого. Часткове сонячне затемнення.[1]
- 1 липня. Часткове сонячне затемнення.[1]
- 31 липня. Часткове сонячне затемнення.[1]
- 26 грудня. Кільцеподібне сонячне затемнення.[1]

## Померли
- Ірод Архелай — етнарх Самарії, Юдеї та Ідумеї